# (3051) Nantong
(3051) Nantong est un astéroïde de la ceinture principale.

## Description
(3051) Nantong est un astéroïde de la ceinture principale. Il fut découvert le 19 décembre 1974 à Nanking par l'observatoire de la Montagne Pourpre. Il fut nommé en honneur de la ville Nantong. Il présente une orbite caractérisée par un demi-grand axe de 2,59 UA, une excentricité de 0,26 et une inclinaison de 13,4° par rapport à l'écliptique.